# 매송휴게소
매송휴게소(梅松休憩所, Maesong Service Area)는 경기도 화성시 매송면 야목리에 위치한 서해안고속도로의 휴게소이다. 매송 나들목에서 무안방향으로 1.7 km 떨어진 지점에 위치해 있으며, 양방향 모두 휴게소가 존재한다. 무안방향의 경우 첫 번째 고속도로 휴게소이다. 주소는 무안방향의 경우 경기도 화성시 매송면 서해안고속도로 315이고, 서울방향의 경우 경기도 화성시 매송면 서해안고속도로 316이다. 본래 이 위치에는 기존 본선요금소였던 매송 요금소가 있었으나 2001년 5월 3일 경 매송 나들목이 폐쇄식 교차로로 전환됨에 따라 매송 나들목의 진출입로로 이설되었고 이후 2017년 4월 21일 이 위치에 이 휴게소가 착공되어 2018년 4월 20일에 신설 개장하였으며, 뫼비우스의 띠를 형상화한 독특한 구조로 건설되었다.

## 시설
- 브랜드매장 : XOXO 핫도그 앤 커피, 쇼부라멘, 가마보꼬, 할리스 커피, 매송마루, 판
- 휴식공간 : 중앙정원, 2층 하늘정원
- 싱글벙글 놀이터
- 운전자쉼터 : 휴면실, 체력 단련실, 샤워실, 세탁실
- 주유소 : 알뜰주유소
- LPG 충전소 : 없음
- 세차장 : 있음
- 경정비소 : 없음
- 화물휴게소 : 있음
- 테마휴게소 : 없음
- 대표음식 : 없음

## 전후
무안 방향
- 비봉 나들목 ← 매송휴게소 ← 매송 나들목
- 화성휴게소 ← 매송휴게소 ← 고속도로 종점

서울 방향
- 비봉 나들목 → 매송휴게소 → 매송 나들목
- 화성휴게소 → 매송휴게소 → 목감휴게소

## 사진

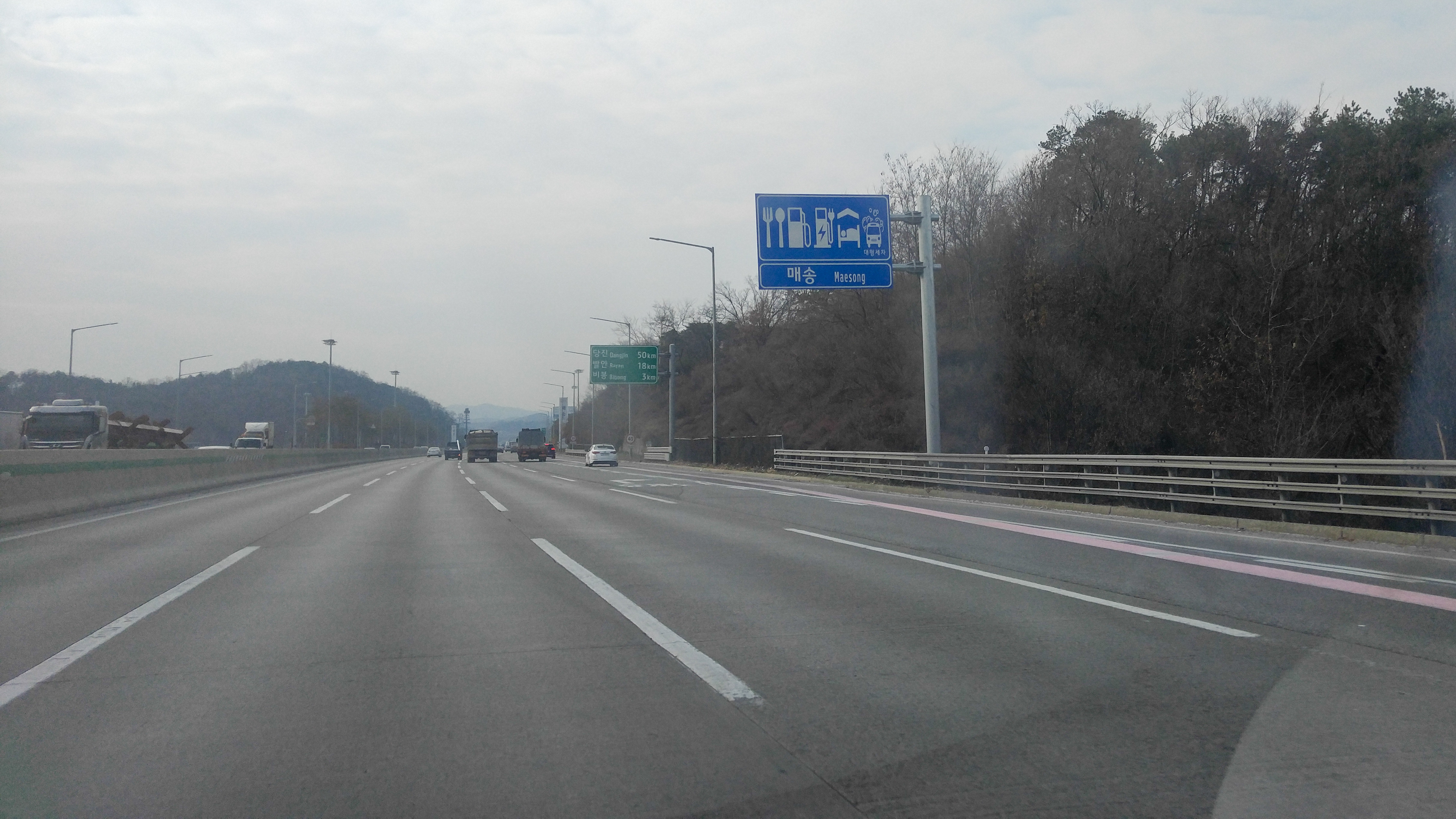
표지판 (당진 방면)
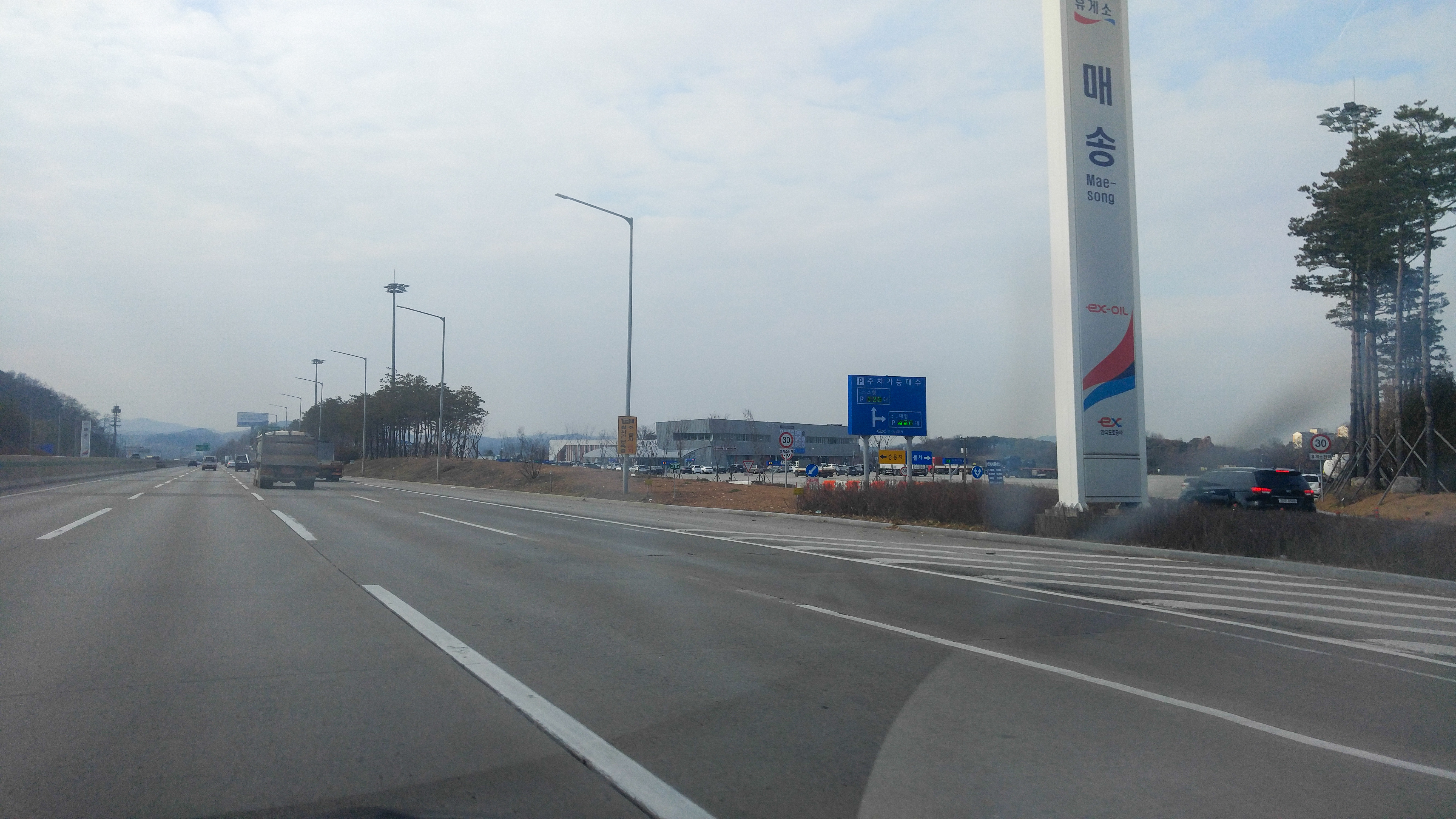
전경 (당진 방면)